# Watertoren (Culemborg)
De watertoren in Culemborg is ontworpen door Visser & Smit Hanab en gebouwd in 1911.
De watertoren heeft een hoogte van 35,00 meter en heeft een waterreservoir van 200 m³.
In 1972 is de toren gerenoveerd waarbij de stenen bovenbouw is vervangen door een aluminium wand. De watertoren is er daardoor, naar de mening van menig Culemborger, niet fraaier op geworden.
De watertoren is sinds 2018 in particuliere handen.
Aalten · 
Arnhem ·
Berg en Dal ·
Bontebrug ·
Culemborg ·
Doetinchem ·
Doorwerth ·
Ede ·
Eibergen ·
Ermelo ·
Harderwijk ·
Leur ·
Lochem · 
Nijkerk ·
Nijmegen ·
Oosterbeek ·
Radio Kootwijk ·
Tiel 
(Oude ·
Nieuwe) ·
Ulft ·
Wageningen
(Generaal Foulkesweg · Belvedère) ·
Winterswijk ·
Wolfheze ·
Zaltbommel
(Oude · Nieuwe) ·
Zutphen
(Drogenapstoren · Warnsveldseweg) ·